# Gandesa
Gandesa település Spanyolországban, Tarragona tartományban. Gandesa Batea, Vilalba dels Arcs, Corbera d'Ebre, Benissanet, El Pinell de Brai, Prat de Comte és Bot, Tarragona községekkel határos. Lakosainak száma 3166 fő (2024).

## Népesség
A település népessége az elmúlt években az alábbi módon változott:
| Lakosok száma | 693  | 3767 | 2805 | 2778 | 2734 | 3028 | 3222 | 3091 | 3064 | 3166 |
|               | 1717 | 1900 | 1940 | 1960 | 1986 | 2005 | 2010 | 2014 | 2019 | 2024 |